# Ordine degli Artisti Nazionali delle Filippine
L'Ordine degli Artisti Nazionali (in tagalog: Orden ng Gawad Pambansang Alagad ng Sining; in inglese: Order of the National Artists) è un ordine cavalleresco filippino ed è il più alto riconoscimento nazionale conferito a quei cittadini che abbiano dato in Patria un contributo significativo allo sviluppo dell'arte in particolare nella musica, nella danza, nel teatro, nelle arti visive, nella letteratura, nel cinema, nell'architettura. L'Ordine è amministrato dalla Commissione Nazionale per le Arti e la Cultura (la National Commission for Culture and the Arts-NCCA) e dal Centro Culturale delle Filippine (il Cultural Center of the Philippines-CCP) ed è conferito dal Presidente delle Filippine su segnalazione delle due istituzioni.

## Storia
L'ordine fu creato il 27 aprile 1972 dall'allora presidente delle Filippine Ferdinand Marcos che, con il Decreto Presidenziale nº 1001, istituì l'ordine e regolò l'onorificenza. L'ordine fu creato per onorare la figura di Fernando Amorsolo, pittore deceduto il 24 aprile di quello stesso anno e che fu il primo artista nazionale a cui venne conferito il titolo.
Il primo Decreto stabiliva che l'Ordine fosse conferito su segnalazione del Board of Trustees of the Cultural Center of the Philippines e nel 1973 il Decreto Presidenziale nº 1144 istituì il National Artists Award Committee come nuovo organo di amministrazione del riconoscimento.
Nel 2003 la presidente Gloria Arroyo riorganizzò gli Ordini onorifici nazionali e le relative decorazioni con il Decreto Presidenziale nº 236 che, fra le altre disposizioni, stabilisce che l'Ordine possa essere conferito su segnalazione del Cultural Center of the Philippines e della National Commission for Culture and the Arts.
Infine, nel 2005, con il Decreto nº 435 si riserva al Presidente delle Filippine il diritto di conferire l'ordine motu proprio senza necessità di segnalazione da parte del Cultural Center of the Philippines e della National Commission for Culture and the Arts alle quali viene comunque confermata la possibilità di segnalare gli artisti degni di ricevere le insegne.

## Insegne
Le insegne dell'Ordine degli Artisti Nazionali delle Filippine sono rappresentate da una collana, denominata "gran collare",  costituita da sette maglie rappresentanti le sette arti. Dal collare, al centro, sostenuta da un anello in smalto bianco e verde raffigurante una sampaguita (gelsomino della specie Jasminum sambac simbolo nazionale delle Filippine), scende un pendente tondo a raggiera in bronzo laminato in argento diviso in tre sezioni uguali con fondo i colori della bandiera rosso, bianco e blu riportanti tre lettere "k" stilizzate a significare il motto del Cultural Center of the Philippines katotohanan, kabutihan, at kagandahan (il giusto, il buono e il bello) coniato dalla sua fondatrice Imelda Marcos.